# Gianfranco Brancatelli
Gianfranco Brancatelli, né le 18 janvier 1950 à Turin, est un ancien pilote automobile italien.

## Biographie
Gianfranco Brancatelli commence sa carrière automobile en Formula Italia, dont il va devient champion en 1974. Il dispute ensuite le Championnat d'Europe de Formule 3, et se classe troisième du championnat 1976, avec deux victoires. Mais en Formule 2, ses résultats ne sont pas satisfaisants, ne trouvant pas de bon volant. C'est pire en Formule 1 ; à bord de machines dépassées et difficiles à maîtriser, il ne réussit pas à se qualifier.
Il passe alors aux catégories tourisme et en prototypes. Il gagne le Championnat d'Europe FIA des voitures de tourisme 1985 associé à Thomas Lindström sur Volvo 240 Turbo de l'équipe Eggenberger Motorsport due à Reudi Eggenberger, puis il participe au Championnat du monde des voitures de tourisme 1987 (le WTCC alors balbutiant), et y remporte une victoire sur le circuit de Dijon. En 1988, il remporte le championnat italien de voitures de tourisme, et l'année suivante, il est l'un des animateurs du championnat DTM, terminant neuvième du classement allemand avec un podium. La même année, il termine à la seconde place des 24 Heures du Mans sur Sauber C9 avec Mauro Baldi et le Britannique Kenny Acheson. Par la suite, il dispute encore quelques courses en prototypes, avec Nissan, et quelques courses de tourisme en Australie en 1997.

## Principales victoires en Tourisme
- GP du Nürburgring en 1984, 1985 et 1988;
- RAC Tourist Trophy en 1984;
- 500 kilomètres d'Anderstorp en 1985 et 1986;
- 500 kilomètres de Zeltweg en 1985, 1986 et 1987;
- 500 kilomètres de Salzburgring en 1985;
- ETCC Zolder en 1985;
- 500 kilomètres d'Estoril en 1985 et 1987;
- 500 kilomètres de Dijon en 1987 (WTCC);
- Test de Dijon en 1989;
- 24 Heures de Spa en 1989.

## Résultats en championnat du monde de Formule 1
| Saison | Écurie                                  | Châssis                | Moteur      | Pneus    | GP disputés | Points inscrits | Classement |
| ------ | --------------------------------------- | ---------------------- | ----------- | -------- | ----------- | --------------- | ---------- |
| 1979   | Willi Kaushen Racing Team Team Merzario | Kauhsen WK Merzario A2 | Cosworth V8 | Goodyear | 0           | 0               | n.c.       |